# Czarna Wyspa
Czarna Wyspa – siódmy album przygód młodego reportera Tintina i jego psa Milusia.

## Treść
Podczas spaceru, Tintin dostrzega nieoznakowany samolot, który ląduje awaryjnie. Chcąc pomóc załodze podchodzi do samolotu, ale jeden z pilotów strzela do niego i reporter trafia do szpitala, gdzie odwiedzają go Tajniak i Jawniak, którzy opowiadają mu o rozbiciu się podobnego samolotu w Susseksie. Tintin postanawia rozpocząć samodzielne śledztwo.
Tintin jedzie pociągiem z Brukseli do miasteczka Eastdown, koło którego rozbił się samolot. W trakcie podróży ktoś zatrzymuje pociąg. W jednym z przedziałów reporter oraz dwaj detektywi znajdują mężczyznę, który został ogłuszony i skradziono mu portfel. O napad oskarża on Tintina, więc Tajniak i Jawniak aresztują go. Chłopak uwalnia się z kajdanek i zakuwa detektywów, gdy śpią.
Po przyjeździe do Anglii, Tintin zostaje porwany przez tego samego mężczyznę, który go wrobił. Zabiera go na klifowe wybrzeże, skąd każe mu skakać do morza. Na szczęście Miluś ratuje swego pana.
Śledztwo doprowadza Tintina do doktora Müllera, który jest członkiem gangu fałszerzy. Pościg za nim i Iwanem kończy się rozbiciem samolotu, którym leci Tintin, w Szkocji. Gospodarz domu daje mu kilt, a reporter wyrusza do Kiltoch. Tam Tintin dowiaduje się o Czarnej Wyspie, która jest uważana za nawiedzoną, bo znajduje się tam „Bestia”. Mimo ostrzeżeń, reporter wyrusza tam i odkrywa, iż wyspa jest kryjówką fałszerzy. Odnajduje też Bestię, którą jest goryl o imieniu Ranko.
Tintin porozumiewa się przez radio z policją. Przyjeżdżają oni i aresztują gang fałszerzy, a Ranko, który ma złamaną łapę, zostaje oddany do zoo w Glasgow.